# Квінт Марцій Тремул
Квінт Марцій Тремул (лат. Quintus Marcius Tremulus; ? — після 288 до н. е.) — військовий, державний та політичний діяч Римської республіки, дворазовий консул 306 і 288 років до н. е.

## Життєпис
Походив з впливового роду Марціїв. У 306 році до н. е. був обраний консулом разом з Публієм Корнелієм Арвіною. Під час своєї каденції вів війну проти герніків та анагнінців. Легко розбивши їх, Квінт Марцій з військом рушив до Самніуму на допомогу своєму колезі. По дорозі туди на нього напали самніти, однак, військам обох консулів вдалося з'єднатися і здобути блискучу перемогу. Після цього Марцій повернувся до Риму, де відсвяткував тріумф над герніками. Його кінна статуя була встановлена на форумі перед храмом Діоскурів  .
У 288 році був вдруге обраний консулом, знову з Публієм Корнелієм Арвіною. Подальша доля невідома.

## Родина
- Квінт Марцій Філіпп, консул 281 року до н. е.